# Пре-ефект
Пре-ефект (англ. pre-effect) — у хімічній кінетиці — нестаціонарний стан радикальної ланцюгової реакцiї, що триває вiд початку iнiцiювання до
встановлення стацiонарного стану. Лежить в основi методу визначення констант швидкості хімічних реакцій продовження та обриву ланцюгiв.